# Ariseos
Ariseos es una entidad de población española, hoy día despoblada, del municipio de Mozárbez, perteneciente a la provincia de Salamanca, en la comunidad autónoma de Castilla y León.

## Historia
Hacia mediados del siglo XIX, el lugar, ya por entonces perteneciente al municipio de Mozárbez, tenía contabilizada una población de 5 habitantes. Aparece descrito en el segundo volumen del Diccionario geográfico-estadístico-histórico de España y sus posesiones de Ultramar de Pascual Madoz con las siguientes palabras:

ARISEOS: desp. de la prov., part. jud. y dióc. de Salamanca (2 1/2 leg.), sujeto al ayunt. y parr. de Mozarbes: sit. en la falda oriental de una pequeña sierra, con 2 casas habitadas; confina por N. con la Torrecilla de Ariseos y Aldeanuevita, E. con el desp. de Alizaces, S. con el l. de Morille, y O. con térm. de Cilleros, y ocupa su térm. de E. á O. cuarto y 1/2 de leg., de N. á S. 1/4, y de circunferencia 1 leg.; las tierras son de secano para trigo y centeno que se siembran 1 año de 3; hay ademas 25 fan. en prados, y 502 de monte, de las cuales 102 son de tierra inútil: prod.: trigo, centeno, algun vino y ganados, paga de contr. 1,083 rs.: pobl.: 2 vec.: 5 hab.: cap. terr. prod.: 211,541 rs.: imp.: 8,975.
(Madoz, 1845, p. 546)

En 2023, la entidad singular de población de Ariseos tenía empadronados 0 habitantes.